# Och så var de bara en
Och så var de bara en – på svenska tidigare Tio små negerpojkar (originaltitel: Ten Little Niggers, även Ten Little Indians, Ten Little Soldiers och And Then There Were None) är en pusseldeckare skriven av Agatha Christie, utgiven 1939 och på svenska 1940. Boken har sålt i omkring 100 miljoner exemplar och är därmed en av världens mest sålda böcker alla kategorier.
Den publicerades först i Storbritannien av Collins Crime Club den 6 november 1939, som Ten Little Niggers efter en sång från 1869 som fungerar som en viktig del av handlingen. Brittiska utgåvor fortsatte att använda originaltiteln fram till 1985.
Den svenska utgivaren Bonniers har från januari 2007 i stället gett ut boken under titeln Och så var de bara en. Detta motsvarar det namn boken haft i USA (And Then There Were None) alltsedan den första amerikanska upplagan utkom 1940.

## Handling
Handlingen utspelar sig i England någon gång mellan 1937 och 1939 i grevskapet Devon utanför den fiktiva byn Sticklehaven, i sydvästra England.
Tio personer inbjuds till en liten ö. De har inte träffat varandra förut, eller arrangören (den som fixade så att de kom dit), den mystiske Mr Owen. När de kommer till ön, vars enda förbindelse med omvärlden är den motorbåt som kommer dit varje morgon med post och livsmedel, möts de av herr och fru Rogers, ett äldre äkta par som just anställts för att sköta om huset. Mr Rogers berättar att Mr Owen är sen och kommer först följande dag – gästerna gör sig hemmastadda och äter lyxmiddag senare samma kväll – samtidigt som vädret blåser upp utomhus. 
Vid middagsbordet så bekantar sig gästerna också med tio små tennsoldater, som i ramsan om de tio små tennsoldaterna vilken hänger inramad i gästernas rum. Efter huvudrätten sätter Rogers på en skiva efter Mr Owens föreskrifter, en skiva som såg ut att innehålla ett musikstycke, men i själva verket var en inspelning med anklagelser riktade mot öns tio gäster – anklagelser om att de alla är ostraffade mördare. Samtliga blir mycket upprörda och väntar sig en förklaring av Owen – Mrs Rogers svimmar och hjälps till sitt rum. Ingen känner sina värdar, och Mr Justice Wargrave föreslår att namnet "U N Owen" är en lek med "Unknown". Marston dricker upp sin drink och dör omedelbart av cyanidförgiftning. Dr Armstrong bekräftar att det inte fanns någon cyanid i de andra dryckerna och föreslår att Marston måste ha doserat sig själv.
Följande dag visar det sig att Mrs Rogers också blivit förgiftad – hon är död. Samtidigt dyker inte mannen som kommer varje morgon upp – han har uppenbarligen blivit beordrad att lämna gästerna ifred, de är alltså fast på ön utan möjlighet att kontakta omvärlden. Gästerna misstänker att en mordisk U N Owen kan gömma sig på ön och letar men hittar ingenting. Efter att general MacArthur dör av ett hårt slag mot huvudet står det klart att en av de sju återstående personerna måste vara mördaren. Dagen därpå hittas Rogers död vid vedhögen, och Emily Brent hittas död i salongen, efter att ha injicerats med kaliumcyanid. Gästerna inser att en av figurerna i matsalen tas bort efter varje dödsfall, och att sättet de dör på överensstämmer med ramsans ordalydelse.
Wargrave föreslår att man ska söka igenom rummen, men Lombards pistol visar sig vara försvunnen. Vera Claythorne går upp på sitt rum och skriker när hon hittar tång som hänger från taket. De flesta av de återstående gästerna rusar uppför trappan; När de återvänder finner de Wargrave fortfarande nere i sin stol, grovt klädd i en domares klädsel. Dr Armstrong dödförklarar honom av en skottskada i pannan.
Samma natt återfinns Lombards pistol och Blore ser någon lämna huset. Armstrong är frånvarande, och Lombard och Blore söker förgäves efter honom. Vera, Blore och Lombard bestämmer sig för att gå ut tillsammans nästa morgon. När Blore återvänder för att hämta mat dödas han av en björnformad marmorklocka som faller från Veras fönsterbräda. Vera och Lombard hittar Armstrongs kropp uppspolad på stranden, och båda drar slutsatsen att den andre måste vara ansvarig. Vera tar tag i Lombards pistol och skjuter ihjäl honom.
Vera återvänder till huset i ett skakat, posttraumatiskt tillstånd. Hon hittar en snara och en stol i sitt rum. Överväldigad av skuldkänslor hänger hon sig i enlighet med rimmets sista rad.
Scotland Yards tjänstemän anländer och hittar ingen vid liv. De upptäcker att en sjaskig advokat och knarksmugglare vid namn Isaac Morris hade arrangerat inbjudningarna och beställt inspelningen. Han hade dock dött av en överdos av barbiturat samma kväll som gästerna anlände. Polisen rekonstruerar dödsfallen med hjälp av offrens dagböcker och en rättsläkares rapport. De kan eliminera flera misstänkta, men kan inte identifiera mördaren.
Långt senare halar en trålare upp en flaska med en skriftlig bekännelse i sina nät. I den berättar Mr Justice Wargrave att han hela sitt liv hade haft två motstridiga impulser: en stark känsla för rättvisa och en vild blodtörst. Han hade tillfredsställt båda genom sitt yrke som brottmålsdomare och dömde mördare till döden efter rättegången. Efter att ha fått diagnosen dödlig sjukdom hade han bestämt sig för ett privat system för att ta hand om en grupp människor som han ansåg hade undkommit rättvisan.
För att sätta upp sin plan hade Wargrave anlitat en agent, Morris, för att köpa ön och göra arrangemangen, innan han dödade honom med en dödlig dos barbiturater. Han utgav sig för att vara en av gästerna och hade med dr Armstrongs naiva hjälp fejkat sin egen död under förevändning att det skulle hjälpa gruppen att identifiera mördaren. Efter att ha gjort sig av med Armstrong och de återstående gästerna, och flyttat föremål för att förvirra polisen, tog han slutligen livet av sig med pistolen och lite gummiband för att försäkra sig om att hans verkliga död stämde överens med beskrivningen av hans iscensatta död som finns nedtecknad i gästernas dagböcker. Wargrave hade skrivit sin bekännelse och kastat den i havet i en flaska som svar på sitt "ömkliga mänskliga behov" av erkännande.

## Rollfigurer
- Anthony James Marston, stilig men omoralisk och ansvarslös ung man, körde ihjäl två små barn, John och Lucy Combes, då han körde för fort, men det enda han beklagar är att han blev av med sitt körkort för ett år. Mördaren betonar senare att Marston, som saknade kapacitet att inse allvaret i sitt brott, var den minst ansvarige. Under denna fasad är han emellertid en social och artig ung man, som fastän han inser att han lurats till ön gör sitt bästa för att uppskatta sällskapet, och den förste att komma till fru Rogers’ hjälp sedan hon svimmat. Han är den ende som motsätter sig att lämna ön den första kvällen, och finner deras predikament ”som en detektivhistoria - riktigt spännande”, i ett smått fjärde väggen-brott. Omedelbart efteråt kvävs han till döds av kaliumcyanid i sin drink, som det första offret. ”(En satte i halsen så blev det bara nio ...")

- Mrs Ethel Rogers, kokerskan/hembiträdet och Thomas Rogers hustru. Dominerad av sin make och tvingad av honom att underlåta att ge deras tidigare arbetsgivare, miss Jennifer Brady, hennes medicin vid ett akut anfall, så att de kunde få ut det arv hon testamenterat till dem. Detta agerande hemsökte sedan mrs Rogers resten av hennes dagar, innan hon som andra offret miste livet i sömnen, genom en överdos kloralhydrat i sin konjak. ("En försov sig så blev det bara åtta ...")

- General John Gordon Macarthur, en pensionerad krigshjälte från första världskriget, som sände sin hustrus älskare, den unge officeren Arthur Richmond, på ett uppdrag på västfronten som han inte hade en chans att överleva. Macarthur misstänker senare att hustrun Leslie och en yngre officer anat hans avsikt, och hans ånger ökar sedan Leslie dött och lämnat honom ensam. Han är därför relativt rofull med att vara fast på ön och tycks acceptera deras tillstånd som ödesbestämd rättvisa, vilket han förklarar för Vera Claythorne och erkänner sin skuld. Med 22 år sedan Richmonds död är han den av de utpekade som klarat sig längst undan upptäckt, och framstår som den äldste på ön. Han sitter ensam kvar på stranden när de andra går in till middag, där han senare påträffas med krossad skalle, och uppfyller på så vis ramsan ("en stanna' kvar, så blev det bara sju...").

- Thomas Rogers, butlern och Ethel Rogers make. Han tvingade sin undergivna hustru att hjälpa honom döda deras tidigare arbetsgivare så att de kunde plocka ut det arv som hon planerat att lämna dem. Han fortsätter efter sin hustrus död att servera de kvarvarande i sällskapet och är en av de huvudmisstänkta när spekulationerna börjar florera. Han kommer i den egenskapen i nära kontakt med en yxa då han ska hugga ved i vedskjulet. ("En högg ved till baket, så blev det bara sex ...").

- Emily Caroline Brent, en äldre religiös ogift dam som många år tidigare avskedade sitt hembiträde, Beatrice Taylor, då hon blivit gravid utan att vara gift. Beatrice, som redan hade avvisats av sina föräldrar av samma orsak dränkte sig, vilket miss Brent ansåg vara en ännu större synd. Hon fick kloralhydrat i sitt kaffe, vilket gjorde henne desorienterad och förvirrad innan hon injicerades med kaliumcyanid ("ett bi stack den ena så blev det bara fem...").

- Domare Lawrence John Wargrave, en pensionerad domare som anklagas för att ha dömt Edward Seton, en man många ansåg vara oskyldig till att ha mördat en gammal dam, och otillbörligt manipulerat juryn till att finna honom skyldig. Wargrave medger omständigheterna men menar att han endast ”dömde en rättsligen överbevisad mördare till döden” och betonar senare att han försökt motverka känslomässiga utspel från den tilltalades sida, och betonat den objektiva bevisningen. Han blir utklädd till domare ("en tog polisen").

- Dr Edward George Armstrong, en doktor som orsakat en patients, Louisa Mary Clees, död efter att ha opererat henne då han var berusad. Han upplever stark ånger och mardrömmar men förnekar att känna till Clees’ fall inför de andra. Armstrong knuffas i vattnet och uppfyller på så vis ramsans sjunde vers ("en anka slök den ena..."). Det faktum att han lurades att lägga sitt liv i mördarens händer antyds i versen och anas av Vera Claythorne, som länge utpekat honom som den som mest sannolikt är skyldig. Mördaren utpekar senare Armstrongs död som en av de bästa ledtrådarna till dennes identitet, givet Armstrongs egna misstankar.

- William Henry Blore, en före detta polis, numera privatdetektiv, anklagad för att ha vittnat falskt i rätten, vilket ledde till att en oskyldig man dömdes till livstids fängelse där han dog på grund av dålig hälsa. Han drabbas av ramsans åttonde vers när hans huvud krossas av en marmorklocka som är formad som en björn ("en björn tog en...").

- Philip Lombard, en legosoldat som tagit med sig en revolver till ön, vilket han ombads att göra i inbjudan. Lombard anklagas för att ansvara för ett antal östafrikanska invånares död, efter att ha stulit deras mat och övergivit dem. Lombard, Marston och Brent är de enda gäster som erkänner anklagelserna riktade mot dem, men inte visar någon som helst ånger för sitt agerande. Lombard uppfyllde den nionde versen i ramsan ("en vart skjuten...").

- Vera Elizabeth Claythorne, en ung kvinna som under sin ledighet från tjänsten som lärare tar arbete som sekreterare. Hon fick sluta som guvernant då pojken hon tog hand om, Cyril Hamilton, drunknade för att hon medvetet låtit honom simma för långt ut; detta för att hennes älskare, pojkens farbror Hugo Hamilton, skulle få ärva familjeförmögenheten när Cyril var undanröjd och de skulle kunna gifta sig - hon lyckades, men den senare delen av planen gick i stöpet sedan Hugo förstod vad hon hade gjort. Hans möte med mördaren gör henne till det tionde offret att väljas ut, och får enligt planen stanna kvar till allra sist för att förverkliga barnkammarramsans sista vers. I sitt rum finner hon ett förberett rep hängande från en krok taket, med en ögla och en stol nedanför. Hon justerar repet, kliver upp på stolen och fullföljer ramsans sista vers. ("En liten soldat ensammen var, han gick och hängde sig och så blev det ingen kvar.")

## Romanens struktur
Handlingen är uppbyggd kring de tio raderna i rimmet "Ten Little Niggers", en minstrelsång från 1869 av den brittiske låtskrivaren Frank Green. I senare utgåvor har karaktärerna ersatts av "Ten Little Indians" eller "Ten Little Soldiers". (Förvirrande nog hade den amerikanske låtskrivaren Septimus Winner publicerat sin egen, helt annorlunda, minstrelsång 1868, kallad "Ten Little Indians [or Injuns]").
Detta är rimmet som publicerades i en brittisk utgåva från 2008:
- Tio små soldatpojkar gick ut för att äta; En kvävde sitt lilla jag och sedan var det nio.
- Nio små soldatpojkar satt uppe mycket sent; En försov sig och sedan var det åtta.
- Åtta små soldatpojkar som reser i Devon; En sa att han skulle stanna där och sedan var det sju.[12]
- Sju små soldatpojkar som hugger upp pinnar; En högg sig själv i två delar och sedan blev det sex.
- Sex små soldatpojkar som leker med en bikupa; En humla stack en och sedan var det fem.
- Fem små soldatpojkar som går in för lagen; En kom in på kansliet och sedan blev det fyra.
- Fyra små soldatpojkar som går ut på havet; Ett villospår svalde en och sedan var det tre.
- Tre små soldatpojkar som går i djurparken; En stor björn kramade en och sedan var det två.
- Två små soldatpojkar som sitter i solen; En blev krusad och så var det en.
- En liten soldatpojke lämnades helt ensam; Han gick ut och hängde sig och sedan fanns det inga.

Vart och ett av de tio offren – åtta gäster plus öns två vaktmästare – dödas på ett sätt som återspeglar en av raderna i rimmet. En advokat som hjälpte till att arrangera affären dödas också under denna tid, men hans mord sker på fastlandet och utanför berättelsen.

### Överensstämmelse mellan rim och dödssätt
| Nr | Karaktär                                     | Anklagelse | Dödssätt                                                                     | Aktuell version av rimmet                                                                         |
| -- | -------------------------------------------- | --- | ---------------------------------------------------------------------------- | ------------------------------------------------------------------------------------------------- |
| -  | Isaac Morris (Wargraves agent)               | Sålde illegala droger till en kvinna som blev missbrukare och senare dog genom självmord                                                 | Lurad att ta en dödlig drogöverdos för att bekämpa sina inbillade krämpor    |                                                                                                   |
| 1  | Anthony James Marston                        | Körde på och dödade två små barn när han körde för fort                                                                                  | Kvävs till döds efter att ha druckit cyanidspetsad whisky                    | Tio små soldatpojkar gick ut för att äta; En kvävde sitt lilla jag och sedan var det nio..        |
| 2  | Mrs Ethel Rogers                             | Lät sig övertalas av sin man att undanhålla en tidigare arbetsgivares medicin för att orsaka hennes död och inkassera ett arv            | Dör i sömnen efter att ha druckit konjak spetsad med en överdos kloralhydrat | Nio små soldatpojkar satt uppe mycket sent; En försov sig och sedan var det åtta.                 |
| 3  | General John Gordon MacArthur                | Upptäckte att hans fru hade en affär med en officer under hans befäl och skickade sedan mannen på ett uppdrag till en nästan säker död   | Dödad av ett hårt slag mot huvudet                                           | Åtta små soldatpojkar som reser i Devon; En sa att han skulle stanna där och sedan var det sju.   |
| 4  | Thomas Rogers                                | Förmådde sin hustru att undanhålla en tidigare arbetsgivares medicin för att orsaka hennes död och inkassera ett arv                     | Dödad med yxa när han högg ved                                               | Sju små soldatpojkar som hugger upp pinnar; En högg sig själv i två delar och sedan blev det sex. |
| 5  | Emily Caroline Brent                         | Avskedade sin tonårspiga för att hon blivit gravid utanför äktenskapet, vilket fick hembiträdet att dränka sig                           | Injiceras med cyanid efter att ha druckit kloralspetsat kaffe                | Sex små soldatpojkar som leker med en bikupa; En humla stack en och sedan var det fem.            |
| 6  | Lawrence John Wargrave (Mr Justice Wargrave) | Otillbörligt påverkade en jury att fälla en man som många trodde var oskyldig, och dömde honom sedan till döden                          | Skottskada i huvudet, medan utklädd till domare                              | Fem små soldatpojkar som går in för lagen; En kom in på kansliet och sedan blev det fyra.         |
| 7  | Dr Edward George Armstrong                   | Opererade en patient när han var berusad, vilket resulterade i hennes död                                                                | Drunknar efter att ha knuffats från en klippa ner i havet                    | Fyra små soldatpojkar som går ut på havet; Ett villospår svalde en och sedan var det tre.         |
| 8  | William Henry Blore                          | Vittnade mened i domstol vilket resulterade i att en oskyldig man fälldes och dömdes till livstids fängelse, där han avled ett år senare | Huvudet krossas av en marmorklocka formad som en björn                       | Tre små soldatpojkar som går i djurparken; En stor björn kramade en och sedan var det två.        |
| 9  | Philip Lombard                               | Som legosoldat stal han mat från en grupp östafrikanska stammedlemmar som han arbetade med och lämnade dem sedan att dö                  | Skjuten av Vera på stranden med sin egen revolver                            | Två små soldatpojkar som sitter i solen; En fick solsting och så var det en.                      |
| 10 | Vera Elizabeth Claythorne                    | Som guvernant lät hon sin skyddsling drunkna så att hans farbror kunde ärva familjens gods och gifta sig med henne                       | Hänger sig                                                                   | En liten soldatpojke lämnades helt ensam; Han gick ut och hängde sig och så var det ingen kvar.   |

## Litterär betydelse och mottagande
Maurice Percy Ashley skrev i The Times Literary Supplement den 11 november 1939: "Om hennes senaste berättelse knappt har någon upptäckt i sig finns det ingen brist på mord ... Det finns en viss känsla av monotoni som är ofrånkomlig i dödsfallens regelbundenhet och som passar bättre för en tidningsföljetong än för en fullängdsroman. Ändå finns det ett genialt problem att lösa när det gäller att namnge mördaren", fortsatte han. "Det kommer att vara en extremt skarpsinnig läsare som gissar rätt."
För The New York Times Book Review (25 februari 1940) har Isaac Anderson kommit till den punkt där "rösten" anklagar de tio "gästerna" för deras tidigare brott, som alla har resulterat i människors död, och sedan säger: "När du läser vad som händer efter det kommer du inte att tro det, men du kommer att fortsätta läsa, Och när en otrolig händelse följs av en annan, ännu mer otrolig, kommer du fortfarande att fortsätta läsa. Det hela är helt omöjligt och ytterst fascinerande. Det är det mest förbryllande mysterium som Agatha Christie någonsin har skrivit, och om någon annan författare någonsin har överträffat det i ren förbryllelse undgår namnet vårt minne. Vi hänvisar naturligtvis till mysterier som har logiska förklaringar, som den här har. Det är en skröna, förvisso, men det kunde ha hänt."
Många jämförde boken med hennes roman Dolken från Tunis från 1926. En icke namngiven recensent i Toronto Star den 16 mars 1940 skrev till exempel: "Andra har skrivit bättre deckare än Agatha Christie, men ingen kan röra henne för geniala intriger och överraskande slut. Med Och så var de bara en... Hon är som mest genial och överraskande... är i själva verket betydligt högre än standarden på hennes senaste verk och nära Dolken från Tunis-nivån."
Andra kritiker hyllar användningen av vändningar i handlingen och överraskande slut. Maurice Richardson skrev en rapsodisk recension i The Observers nummer den 5 november 1939 som började: "Inte undra på att Agatha Christies senaste har försatt hennes förläggare i en vag trans. Vi avstår dock från alla olyckliga jämförelser med Roger Ackroyd och nöjer oss med att säga att Tio små negerpojkar är en av de allra bästa, mest genuint förbryllande Christies som någonsin skrivits. Vi måste också avhålla oss från att granska den grundligt, eftersom den är så full av chocker att till och med det mildaste avslöjande skulle förstöra en överraskning från någon, och jag är säker på att du hellre vill ha din underhållning fräsch än ren kritik." Efter att ha redogjort för handlingens upplägg avslutade Richardson: "Berättande och karaktärisering är högst upp i Mrs Christies ödesdigra form. Hennes intrig må vara högst konstlad, men den är prydlig, briljant listig, välkonstruerad och fri från alla de villospår som ibland vanställer hennes verk."
Robert Barnard, som skrev 1990, instämde i de tidiga recensionerna och beskrev boken som "Spännande och hotfull detektiv-historia-cum-thriller. Den slutna inramningen med en följd av dödsfall dras här till sin logiska slutsats, och farorna med löjlighet och ren misstro från läsaren undviks skickligt. Förmodligen den mest kända Christie, och med rätta bland de mest populära."
Den ursprungliga titeln på mysteriet (Ten Little Niggers) ändrades eftersom den ansågs kunna vara stötande. Alison Light, en litteraturkritiker och feministisk forskare, menade att Christies originaltitel och miljön på "Nigger Island" (senare ändrad till "Indian Island" och "Soldier Island", omväxlande) var en integrerad del av verket. Dessa aspekter av romanen, menade hon, "kunde man automatiskt förlita sig på för att frammana en spännande 'annanhet', en plats där avslöjanden om engelsmännens 'mörka sida' skulle vara lämpliga." Till skillnad från romaner som Mörkrets hjärta "är Christies plats både mer domesticerad och privatiserad, och tar för givet konstruktionen av rasistiska rädslor som vävs in i det psykiska livet så tidigt som i barnkammaren. Om hennes berättelse antyder hur lätt det är att spela på sådana rädslor, är det också en påminnelse om hur intimt knutna de är till källor till njutning och njutning."
År 1990 rankade Crime Writers' Association Och så var de bara en på 19:e plats på sin lista över de 100 bästa kriminalromanerna genom tiderna. År 1995 rankade Mystery Writers of America romanen på 10:e plats. I september 2015, för att markera hennes 125-årsdag, utsågs Och så var de bara en till "World's Favourite Christie" i en omröstning sponsrad av författarens dödsbo.
I artikeln "Binge!" i Entertainment Weekly nummer #1343-44 (26 december 2014–3 januari 2015) valde författarna Och så var de bara en som en "EW-favorit" på listan över "Nine Great Christie Novels".

### Christies egen bedömning
– Jag hade skrivit boken Och så var de bara en för att den var så svår att göra att tanken hade fascinerat mig. Tio personer var tvungna att dö utan att det blev löjligt eller att mördaren blev uppenbar. Jag skrev boken efter en enorm mängd planering, och jag var nöjd med vad jag hade gjort av den. Den var tydlig, rättfram, förbryllande och ändå hade den en helt rimlig förklaring; Faktum är att den var tvungen att ha en epilog för att kunna förklara den. Den blev väl mottagen och recenserad, men den som var riktigt nöjd med den var jag själv, för jag visste bättre än någon kritiker hur svårt det hade varit... Jag säger inte att det är pjäsen eller boken som jag tycker bäst om, eller ens att jag tycker att det är min bästa, men jag tycker på sätt och vis att det är ett bättre hantverk än något annat jag har skrivit.

## Publicering
Romanen har en lång och anmärkningsvärd utgivningshistoria. Det är en ständigt bästsäljande roman på engelska och i översättning till andra språk sedan den först publicerades. Från början, på engelska, publicerades den under två olika titlar, på grund av olika känslighet för författarens titel i Storbritannien och i USA vid den första publiceringen.
Romanen publicerades ursprungligen i slutet av 1939 och början av 1940 nästan samtidigt i Storbritannien och USA. Följetongen publicerades i 23 delar i Daily Express från tisdagen den 6 juni till lördagen den 1 juli 1939. Alla delar hade en illustration av "Prescott" och den första hade en illustration av Burgh Island i Devon som inspirerade till berättelsens miljö. Den serialiserade versionen innehöll inga kapitelindelningar. Boken såldes för sju shilling och sex pence.

### Titel
I Storbritannien dök boken först upp under titeln Ten Little Niggers, i bok- och tidningsformat. I USA gavs den ut under titeln And Then There Were None, både i bok- och serieformat. Båda de ursprungliga amerikanska publikationerna ändrade titeln från den som ursprungligen användes i Storbritannien på grund av ordets stötande karaktär i den amerikanska kulturen, där det i större utsträckning uppfattades som ett rasistiskt laddat etniskt skällsord eller förolämpning jämfört med den samtida kulturen i Storbritannien. Följetongen publicerades i Saturday Evening Post i sju delar från den 20 maj (volym 211, nummer 47) till den 1 juli 1939 (volym 212, nummer 1) med illustrationer av Henry Raleigh, och boken publicerades i januari 1940 av Dodd, Mead and Company för 2 dollar.
I den ursprungliga brittiska romanen, och i efterföljande publikationer fram till 1985, var alla referenser till "indianer" eller "soldater" ursprungligen "nigger", inklusive öns namn, det centrala rimmet som besökarna hittade och de tio figurerna. Brittiska utgåvor fortsatte att använda originaltiteln tills den nuvarande definitiva titeln dök upp med ett nytryck av Fontana Paperback 1985.
Ordet "nigger" var rasistiskt kränkande i USA redan i början av 1900-talet och därför ändrade bokens första amerikanska utgåva (1940) och första följetong titeln till And Then There Were None och tog bort alla referenser till ordet från boken, liksom filmen från 1945. Känsligheten för romanens originaltitel påpekades av Sadie Stein 2016, när hon kommenterade en BBC-miniserie med titeln And Then There Were None, där hon noterade att "även 1939 ansågs denna titel vara för stötande för amerikansk publicering". I allmänhet är "Christies verk inte kända för sin raskänslighet, och med moderna mått mätt är hennes oeuvre full av avslappnad orientalism." Originaltiteln baserades på ett rim från minstrelshower och barnlekar. Stein citerar Alison Light om kraften i det ursprungliga namnet på ön i romanen, Nigger Island, "för att frammana en spännande 'annanhet', en plats där avslöjanden om den 'mörka sidan' av engelsmännen skulle vara lämpliga". Light fortsätter med att säga att "Christies läge [ön] är både mer domesticerat och privatiserat, och tar för givet att det finns en konstruktion av rasistiska rädslor som vävs in i det psykiska livet så tidigt som i barnkammaren."  På tal om den "allmänt kända" filmen från 1945 tillade Stein att "vi står bara inför fantastiska mängder våld, och ett rim så makabert och plågsamt att man inte hör det nu utanför Agatha Christie-sammanhanget." Hon ansåg att den ursprungliga titeln på romanen i Storbritannien, som man kan se nu, "skorrar illa".

### Bästsäljande kriminalroman
Och så var de bara en är den mest sålda kriminalromanen genom tiderna och gjorde Agatha Christie till den bäst säljande romanförfattaren, enligt Agatha Christie Estate.
Det är Christies bästsäljande roman med mer än 100 miljoner sålda exemplar; Det är också världens mest sålda deckare och en av de mest sålda böckerna genom tiderna. Publications International listar romanen som den sjätte mest sålda titeln.

### Utgåvor på främmande språk
Många äldre översättningar baserades på den brittiska originaltexten, även om ordet som användes för att översätta nigger ofta var något mindre stötande, mer analogt med engelskans negro eller negrito. Språk där den senaste utgåvan har kvar rasistiska epitet är spanska, grekiska, serbiska, bulgariska, rumänska, ryska och ungerska, samt den sovjetiska filmatiseringen från 1987 Desiat negritiat. Ändringar liknande dem i den brittiska utgåvan på 1980-talet gjordes i den tyska romanen 2003 efter protester i Hannover 2002 mot en scenversion med den gamla titeln. Liknande ändringar gjordes på nederländska 2004, svenska 2007, brasiliansk portugisiska 2009, polska 2017, franska 2020 och turkiska 2022. [38] År 1999 ändrade den slovakiska nationalteatern titeln på en scenversion mitt under föreställningen.
Agatha Christies dödsbo erbjuder nu endast titeln på engelska, And Then There Were None och översättningar använder allt oftare motsvarigheten till denna som titel. Europeiska portugisiska översättningar har fått titlarna Convite Para a Morte (1948: "En inbjudan till döden") och As Dez Figuras Negras (2011: "De tio svarta figurerna" – med hänvisning till figurerna, i detta fall minimalt antropomorfa). Den finska översättningen Eikä yksikään pelastunut ("Ingen blev frälst") från 1940 fick sin titel hämtad från den amerikanska första upplagan, innan den döptes om till Kymmenen pientä neekeripoikaa ("Tio små negerpojkar") 1968. Denna förändring upphävdes 2003.

## Möjliga inspirationer
Romanen The Invisible Host från 1930 av Gwen Bristow och Bruce Manning har en handling som starkt matchar Christies senare roman, inklusive en inspelad röst som tillkännager för gästerna att deras synder kommer att hemsökas av döden. The Invisible Host dramatiserades 1930 som Broadwaypjäsen The Ninth Guest av Owen Davis som i sin tur filmatiserades 1934 som The Ninth Guest. Det finns inga bevis för att Christie såg vare sig pjäsen (som spelades en kort tid på Broadway) eller filmen.
Sherlock Holmes-film En studie i rött från 1933 följer en slående likartad handling;  Offren plågas av papperslappar inspirerade av samma dikt som Christies. Och det förebådar den stora vändningen i Christies bok, mördaren visar sig vara ett av de "offer" som redan hade identifierats som döda. Filmen behöll inga handlingspunkter från Arthur Conan Doyles ursprungliga berättelse med samma namn. Författaren till filmens manus, Robert Florey, "tvivlade på att [Christie] hade sett En studie i rött, men han betraktade den som en komplimang om den hade hjälpt till att inspirera henne".

## Bearbetningar
Och så var de bara en har filmatiserats mer än något annat verk av Agatha Christie. Christie själv ändrade det dystra slutet till ett mer tilltalande för teaterpubliken när hon bearbetade romanen för scenen 1943. Många adaptioner innehåller ändringar i berättelsen, som att använda Christies alternativa slut från hennes teaterpjäs eller ändra miljön till andra platser än en ö.

### Film
Det har gjorts många filmatiseringar av romanen:
- …och sen var ingen kvar, amerikansk film från 1945 i regi av René Clair.
- Ten Little Indians, brittisk film från 1965 regisserad av George Pollock och producerad av Harry Alan Towers; Pollock hade tidigare regisserat fyra Miss Marple-filmer med Margaret Rutherford i huvudrollen. Filmen utspelar sig i österrikiska Alperna.
- Gumnaam (1965, översättning: Okänd eller Anonym), indisk spänningsthriller. Denna lösa, okrediterade hindi-filmatisering lade till de karakteristiska "Bollywood"-elementen av komedi, musik och dans till Christies handling.[40]
- Nadu Iravil (1970, översättning: Mitt i natten), en tamilsk filmatisering regisserad av S. Balachander[41]
- Tio små negerpojkar (1974), den första engelskspråkiga färgversionen, regisserad av Peter Collinson och producerad av Harry Alan Towers. Baserad på ett manus av Towers (skriven som "Peter Welbeck"), som var med och skrev manuset till filmen från 1965. Utspelar sig på ett storslaget hotell i den iranska öknen.
- Island of Blood, amerikansk film från 1982, en lös adaptation originalverket där en grupp skådespelare bjuds in till en öde ö och mördas en efter en.
- Ten Little Maidens, en pornografisk film från 1985 med Nina Hartley, Amber Lynn, Eric Edwards, Harry Reems och Ginger Lynn.
- Desjat negritjat ("Десять негритят", översättning: "Tio små negrer") är en rysk filmatisering från 1987 producerad/regisserad av Stanislav Govoruchin, känd för att vara den första filmatiseringen som behöll romanens ursprungliga handling och dystra slut.
- Så var det ingen kvar, brittisk film från 1989 producerad av Harry Alan Towers och regisserad av Alan Birkinshaw, som utspelar sig under en safari på den afrikanska savannen
- Aduthathu, en tamilsk filmatisering från 2012[42]
- Aatagara, en kannada-version från 2015[43]

### Radio
BBC:s dramatisering Ten Little Niggers (1947), som gjordes av Ayton Whitaker, sändes första gången som en måndagsmatiné på BBC Home Service den 27 december 1947 och som Saturday Night Theatre på BBC Light Programme den 29 december.
Den 13 november 2010 sände BBC Radio 4 en 90 minuter lång version av Saturday Play, skriven av Joy Wilkinson. Uppsättningen regisserades av Mary Peate och i rollerns hördes Geoffrey Whitehead som domare Wargrave, Lyndsey Marshal som Vera Claythorne, Alex Wyndham som Philip Lombard, John Rowe som Dr Armstrong och Joanna Monro som Emily Brent.

### Teaterpjäs
Och så var de bara en (pjäs, 1943) är Christies bearbetning av berättelsen för scenen. Hon och producenterna var överens om att publiken kanske inte skulle flockas kring en berättelse med ett så dystert slut som romanen och att det inte heller skulle fungera bra dramatiskt eftersom det inte skulle finnas någon kvar som kunde berätta historien. Christie omarbetade slutet för att Lombard och Vera skulle vara oskyldiga till de brott som de anklagades för, överleva och bli kära i varandra. Några av namnen ändrades också, t.ex. blev General MacArthur General McKenzie i både New York- och Londonproduktionerna. År 1943 spelade general Douglas MacArthur en framträdande roll i Stillahavskriget under andra världskriget, vilket kan förklara namnbytet.
Ten Little Niggers (pjäs, 1944): Dundee Repertory Theatre Company fick specialtillstånd att restaurera det ursprungliga slutet på romanen. Ensemblen framförde för första gången en scenversion av romanen i augusti 1944 med den brittiska titeln på romanen och med Christie krediterad som dramatiker. Det var den första föreställningen inom repertoarteatern. Den sattes upp igen 1965.
And Then There Were None (pjäs från 2005): Den 14 oktober 2005 hade en ny version av pjäsen, skriven av Kevin Elyot och regisserad av Steven Pimlott, premiär på Gielgud Theatre i London. I den här versionen återvände Elyot till den ursprungliga berättelsen i romanen och återställde nihilismen i originalet.

### TV
Flera varianter av den ursprungliga romanen filmatiserades för TV, varav tre var brittiska filmatiseringar. Den första av dessa från 1949 producerades av BBC. Den andra producerades 1959 av ITV. Båda dessa produktioner sändes med Christies originaltitel. Den tredje och senaste brittiska filmatiseringen sändes som Och så var de bara en på BBC One i december 2015, som en dramaserie tre kvällar i rad producerad i samarbete med Acorn Media och Agatha Christie Productions. Produktionen från 2015 höll sig närmare den ursprungliga handlingen, även om det fanns flera skillnader mellan bakgrundshistorier och faktiska mord på ön, och var den första engelskspråkiga live-action-anpassningen som hade ett slut som liknade romanen. Den regisserades av Craig Viveiros och anpassades för TV av Sarah Phelps.
En amerikansk TV-film sändes på NBC den 18 januari 1959. Den regisserades av Paul Bogart och hade Barry Jones och Nina Foch i huvudrollerna.
Det har gjorts många TV-adaptioner på främmande språk:
- En portugisiskspråkig version för brasiliansk TV, sänd den 16 februari 1957 med titeln O Caso dos Dez Negrinhos.
- O Caso dos Dez Negrinhos, ett avsnitt från 1963 av den brasilianska antologiserien Grande Teatro Tupi.
- En västtysk TV-produktion, Zehn kleine Negerlein, som sändes 1969.
- Dix petits nègres, ett avsnitt från 1970 av den franska antologiserien Au théâtre ce soir.
- Achra Abid Zghar (1974, översättning: Tio små slavar), en TV-serie från Télé Liban regisserad av Jean Fayyad, anpassad för TV av Latifeh Moultaka.
- Deka Mikroi Negroi, ett avsnitt från 1978 av den grekiska antologiserien To theatro tis Defteras.
- En fri spansk anpassning gjord av RTVE 2011 som den tvådelade Mysteriet med de tio främlingarna för den andra säsongen av Los misterios de Laura (del 1 och del 2).
- Achra Abid Zghar (2014, översättning: Ten Little Slaves), en MTV Lebanon TV-produktion.
- Soshite daremo inakunatta (そして誰もいなくなった), en tvådelad japanskspråkig adaption av Shukei Nagasaka (長坂秀佳) som utspelar sig i modern tid, sändes 25 och 26 mars 2017 på TV Asahi i Japan. Den regisserades av Seiji Izumi och anpassades för TV av Hideka Nagasaka.[53][54]
- Ils étaient dix, en fransk miniserie i sex delar producerad av M6 och sänd 2020, som utspelar sig på en tropisk ö i nutid.

År 2010 anpassade den amerikanska animerade TV-serien Family Guy historien till "And Then There Were Fewer".

#### Webb-TV
Webb-TV-serien Ten Little Roosters från 2014, producerad av det amerikanska företaget Rooster Teeth, är till stor del inspirerad av Och så var de bara en.

### Datorspel
Romanen blev inspiration till flera datorspel. För Apple II släppte Online Systems Mystery House 1980. På PC släppte The Adventure Company Agatha Christie: And Then There Were None 2005, det första i en serie PC-spel baserade på Christie-romaner. I februari 2008 anpassades de till Wii-konsolen.

#### Visuell roman
Den japanska visuella romanserien Umineko When They Cry hämtade också inspiration från romanen på många fronter. Båda berättelserna handlar om en serie mord på en ö under en storm där alla på ön dör. Det finns en dikt som förutsäger serien av dödsfall i förväg även i båda. Slutligen kastas lösningen på båda mysterierna i havet i form av flaskpost som läsaren kan lära sig av i slutet av berättelserna. Detta exemplifieras av mangaversionen av serien som direkt refererar till Och så var de bara en i dess sista kapitel.

### Serieroman
Och så var de bara en släpptes av HarperCollins som en serieroman den 30 april 2009, adapterad av François Rivière och illustrerad av Frank Leclercq.

### Brädspel
År 2014 släppte Peká Editorial ett brädspel baserat på boken, Diez Negritos ("Tio små negrer"), skapat av Judit Hurtado och Fernando Chavarría, och illustrerat av Esperanza Peinado.